# Irvingia wombolu
Irvingia wombolu är en tvåhjärtbladig växtart som beskrevs av (François Marie) Camille Vermoesen. Irvingia wombolu ingår i släktet Irvingia och familjen Irvingiaceae. Inga underarter finns listade i Catalogue of Life.